# Cirrospilus gemma
Cirrospilus gemma är en stekelart som först beskrevs av Girault 1916.  Cirrospilus gemma ingår i släktet Cirrospilus och familjen finglanssteklar. Inga underarter finns listade i Catalogue of Life.